# Alicio Solalinde
Alicio Solalinde (* 1. Februar 1952 in Villeta) ist ein ehemaliger paraguayischer Fußballspieler und -trainer. Mit Club Olimpia gewann er insgesamt sieben Mal die paraguayische Meisterschaft, die Copa Libertadores 1979 und den Weltpokal. Mit der Nationalmannschaft Paraguays wurde er 1979 Südamerikameister.

## Karriere

### Verein
Alicio Solalinde begann in seiner Geburtsstadt beim lokalen Verein Olimpia das Fußballspielen. Seine erste Profistation führte ihn in die nahe gelegene Hauptstadt, wo er von 1971 bis 1976 für River Plate Asunción antrat, ehe er für eine Spielzeit zu Club Libertad ging. Doch seine größten Erfolge feierte der Abwehrspieler mit Club Olimpia, mit denen er von 1978 bis 1983 sechs Mal in Folge paraguayischer Meister wurde. Höhepunkt seiner Spielerkarriere war das Jahr 1979 mit dem Gewinn der Copa Libertadores und des Weltpokals. In den Finalspielen der Copa Libertadores stand Solalinde 90 Spielminuten auf dem Platz und konnte mit seinem Team die Boca Juniors aus Argentinien mit 2:0 und 0:0 besiegen. Im Weltpokal ging es gegen den Finalisten des Europapokals der Landesmeister Malmö FF, da Sieger Nottingham Forest verzichtete. Club Olimpia gewann in Malmö mit 1:0 und auch im heimischen Estadio Manuel Ferreira mit 2:1, wobei Alicio Solalinde den Führungstreffer für die Paraguayer erzielte.

### Nationalmannschaft
Für die paraguayische Nationalmannschaft spielte Alicio Solalinde bei der Copa América 1975 gegen Kolumbien. Paraguay verlor das Spiel mit 0:1 und schied als Gruppenzweiter aus.
Die Copa América 1979 war für ihn und sein Land dagegen deutlich erfolgreicher. Gleich beim ersten Auftritt seines Teams gegen Ecuador kam er 90 Minuten zum Einsatz und erzielte in der 77. Spielminute den 2:1-Siegtreffer. In den weiteren Vorrundenspielen und im Halbfinale gegen Brasilien stand Solalinde nicht auf dem Feld. Erst im Finalrückspiel rückte er für Stammspieler Juan Carlos Espínola wieder ins Team. Im dritten und Entscheidungsspiel gegen Chile, wo Solalinde erneut Espínola den Vortritt lassen musste, konnte Paraguay mit einem Unentschieden den Titel feiern, nachdem beide Teams jeweils ihre Heimspiele gewonnen hatten. Bei der Qualifikation zur Weltmeisterschaft 1982 scheiterte Paraguay mit Solalinde, der zwei der vier Spiele absolvierte, an Chile und Ecuador. Diese waren zugleich seine letzten Spiele im Trikot der Nationalmannschaft.

### Trainerkarriere
Alicio Solalinde kehrte aber als Trainer der paraguayischen Nationalmannschaft zurück. Bei der Copa América 1993 wurde das Team des ehemaligen Abwehrspielers bester Gruppendritter, schied dann aber im Viertelfinale gegen Ecuador aus. Für die Weltmeisterschaft 1994 in den USA war Paraguay in eine Qualifikationsgruppe mit Argentinien, Kolumbien und Peru gelost worden. Paraguay hatte nur das Heimspiel gegen Peru gewonnen, aber vier Remis waren dann trotz nur einer Niederlage im Heimspiel gegen Argentinien zu wenig, so dass nur Platz 3 heraussprang. Solalinde kam erst 1998 wieder auf den Trainerstuhl zurück. Deportes Puerto Montt war zugleich seine erste Auslandsstation. 2000 ging er zu Club Olimpia, mit denen er als Spieler seine größte Erfolge auf Vereinsebene gefeiert hatte. Dort wurde er in seiner ersten Saison direkt paraguayischer Meister. 2001 endete allerdings sein Engagement bei Olimpia wieder. Danach trainierte er noch weitere paraguayische Vereine und beendete 2016 seine Trainerkarriere bei River Plate Asunción.

## Erfolge

### Spieler
Club Olimpia
- Paraguayischer Meister (6): 1978, 1979, 1980, 1981, 1982, 1983
- Paraguayischer Pokalsieger (3): 1981, 1983, 1985

- Copa Libertadores: 1979
- Weltpokal: 1979

Paraguay
- Copa América: 1979

### Trainer
Club Olimpia
- Paraguayischer Meister: 2000